# Eventyr
Pour l’article homonyme, voir Eventyr (Once Upon a Time).
Albums de Jan Garbarek
Folk Songs
(1979) Paths, Prints
(1981)
Eventyr est un album du saxophoniste norvégien Jan Garbarek, paru en 1980 sur le label Edition of Contemporary Music. C'est un disque en trio avec Jan Garbarek au saxophone ténor et soprano, John Abercrombie aux guitares, et Naná Vasconcelos aux percussions. Le disque est enregistré en décembre 1980.

## Description
Pour Eventyr (conte en norvégien), Jan Garbarek s'est inspiré de mélodies traditionnelles norvégiennes, en allant visiter les collections musicales de Chateau Neuf. Sans avoir de formation particulière en musique folklorique, Garbarek a choisi quelques chants, et les interprète à sa manière.

### Musiciens
- Jan Garbarek - saxophone ténor, saxophone soprano, flûtes
- John Abercrombie - guitares
- Naná Vasconcelos - percussions, berimbau, voix

### Titres
| No | Titre                                | Durée |
| -- | ------------------------------------ | ----- |
| 1. | Soria Maria                          | 11:39 |
| 2. | Lillekort                            | 5:02  |
| 3. | Eventyr                              | 9:20  |
| 4. | Weaving A Garland                    | 2:20  |
| 5. | Once Upon A Time                     | 9:03  |
| 6. | The Companion                        | 5:50  |
| 7. | Snipp, Snapp, Snute                  | 4:32  |
| 8. | East Of The Sun And West Of The Moon | 8:26  |

## Réception critique
Cet album marque fortement le saxophoniste norvégien Trygve Seim, qui l'écoute pour la première fois au retour d'une randonnée en montagne en Norvège. Trygve Seim est très impressionné par le son de Garbarek, et cette expérience le décide à apprendre le saxophone.
Selon certains critiques, Eventyr est le premier album de Garbarek où l'influence scandinave se manifeste aussi fortement et profondément, tout en étant une approche fraiche et nouvelle de l'utilisation de la musique folklorique. Eventyr est également l'album qui  voit les premières critiques du travail de Garbarek, comme étant fade et manquant de profondeur émotionnelle,.